# Satipatthána
Satipatthána (v pálí = smrtjupasthána v sanskrtu) je tradiční forma meditace. Je součástí ušlechtilé osmidílné stezky vedoucí k osvícení. Slovo Satipathhána lze přeložit jako "věnuj pozornost sám sobě" (sati = pozornost, upa = uvnitř, thana = udržet).
Mahá satipatthána sutta z Pálijského kánonu je považována za jednu z nejdůležitějších Buddhových rozprav, popisuje čtyři satipatthány (ustavení "sativosti") jako:
1. Nahlížení těla (kájánupassaná)
2. Nahlížení pociťování (védaná-anupassaná)
3. Nahlížení stavů mysli (resp. vědomí; čittánupassaná)
4. Nahlížení předmětů mysli (dhammánupassaná)

Se čtyřmi satipatthánami je spojena řada meditací, které ale nemají být chápány pouze
jako výčet meditačních předmětů, s nimiž se pracuje odděleně. Ačkoli je většina těchto
meditací uváděna i na dalších místech buddhistického kánonu, v kontextu této sutty slouží
především k rozvíjení sati, vhledu (vipassaná) i klidu (samatha).